# Rogalowe Muzeum Poznania
Rogalowe Muzeum Poznania – muzeum rogala świętomarcińskiego, zlokalizowane jest na Starym Rynku w Poznaniu. 
Muzeum poświęcone jest tradycji wypieku rogala, mającej już 150 lat. Zwiedzanie muzeum ma charakter interaktywny. Zwiedzający w trakcie pokazu poznają sposób produkcji rogala według oryginalnej receptury. Placówka ta ma na celu promować poznańską kulturę i historię, której najbardziej charakterystycznymi elementami są: rogale świętomarcińskie, gwara poznańska i koziołki na wieży Ratusza. Muzeum zostało założone przez Szymona Waltera.

## Galeria zdjęć

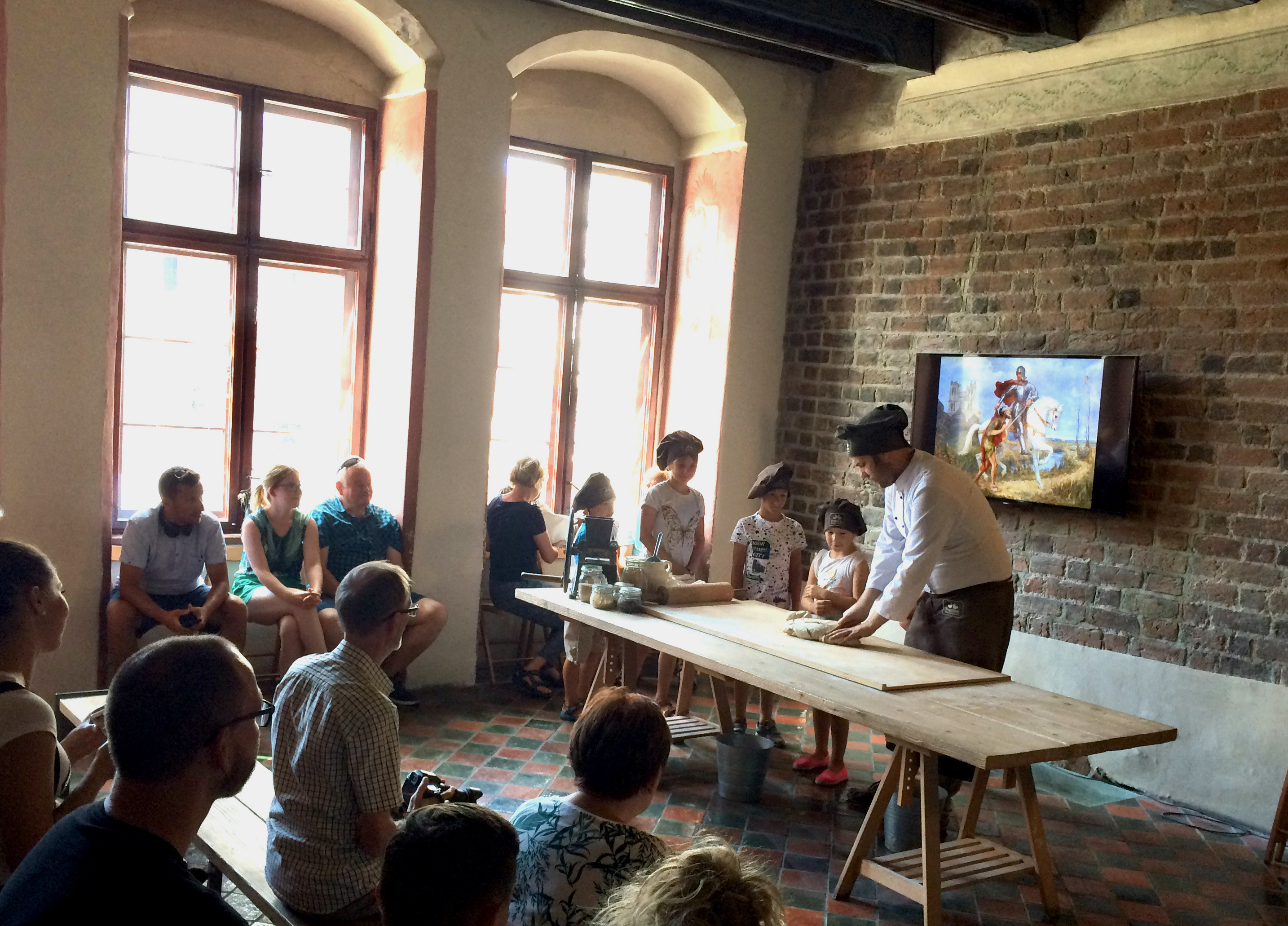
Podczas pokazu w Rogalowym Muzeum Poznania
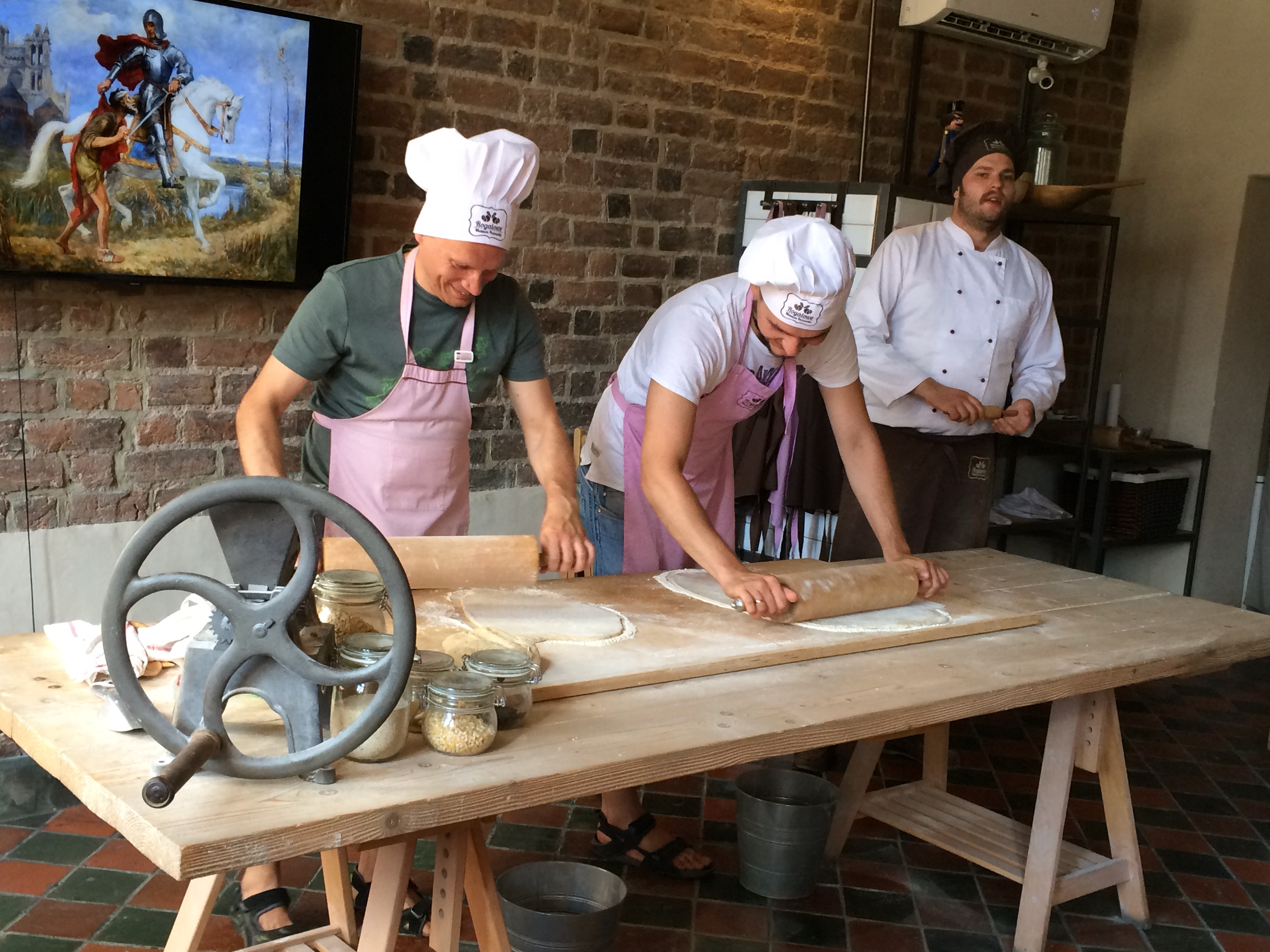
z udziałem dorosłych
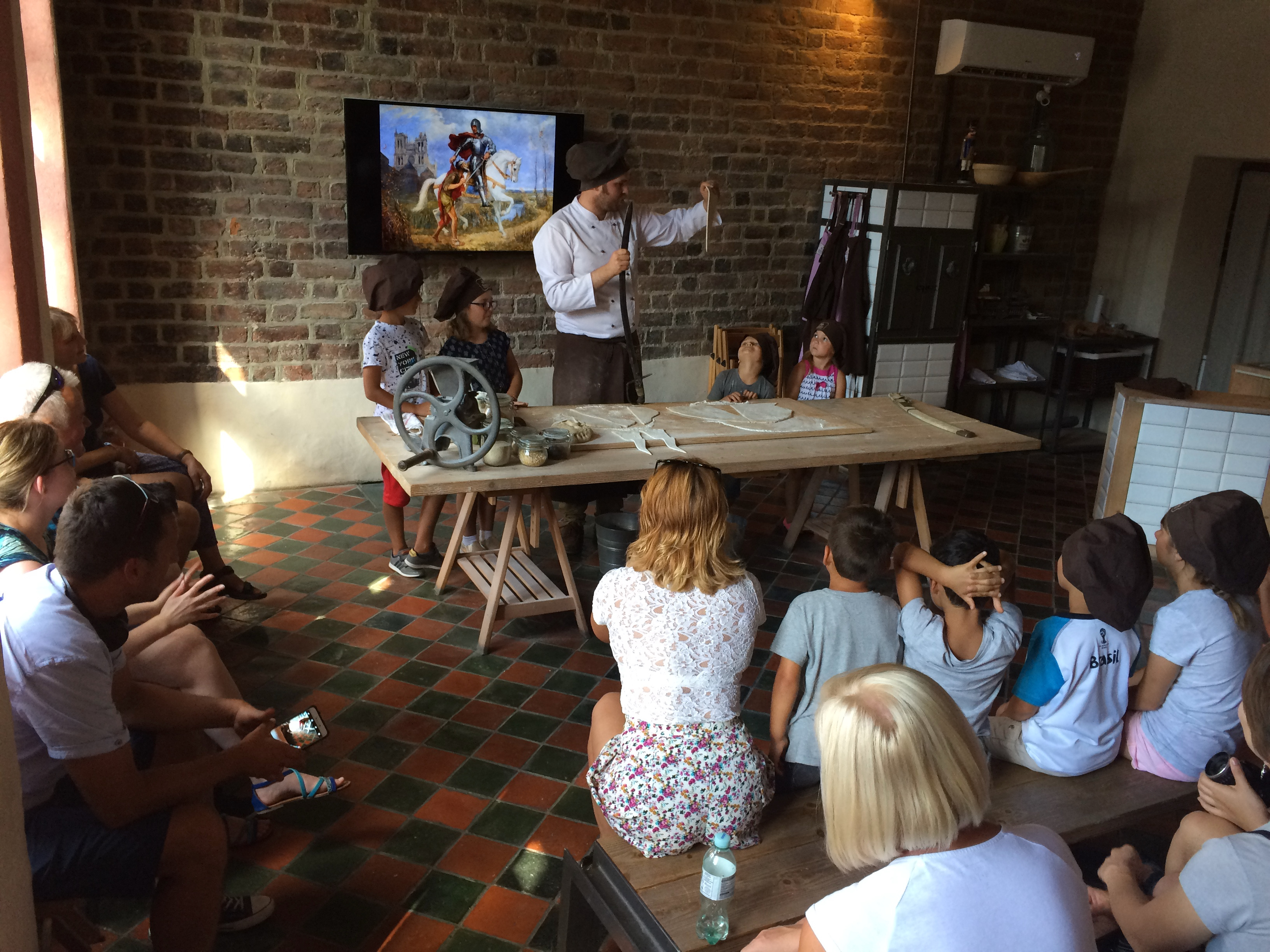
z udziałem dzieci